# Естер Пак
Естер Пак (кор. 에스더 박, англ. Esther Park; ім'я при народженні Кім Чомдон) — перша кореянка, яка стала лікарем західної медицини; приділяла багато сил благодійності. Пак закінчила школу Іхва, а потім отримала ступінь доктора медицини в США. Повернувшись до Кореї, вона навчила безліч жінок медицині та вилікувала величезну кількість пацієнток.

## Біографія
Кім Чомдон народилася 16 березня 1877 року (за іншими даними — 16 березня 1876 або в 1879 році) в сеульському районі ЧунгуЧунгу, вона була третьою в родині з чотирьох дочок. Батько Кім деякий час працював з американськими місіонерами, його начальником був  Генрі Апенцелер; це вплинуло на нього й у 1886 році він відправив дочку вчитися в школу Іхва. Кім була однією з перших студенток цього навчального закладу, однак батьки дозволили їй учитися, поставивши дві умови: їй було заборонено їхати до США та залишати школу до шлюбу. Кім добре навчалася, особливо добре їй давалася англійська мова, і коли школу відвідала американська місіонерка Розетта Шервуд-Холл, Кім попросили попрацювати для неї перекладачкою. Побачивши, як Шервуд-Хол оперує дівчинку із заячою губою, що вважалося в Кореї того часу невиліковною недугою, Кім стала мріяти про медичну кар'єру. Крім того, Шервуд-Хол переконала Кім, що кореянки дуже страждають від конфуціанських заборон, які не дозволяють як слід їх лікувати: суворий поділ статей у суспільстві не допускало огляду жінки чоловіком. Шервуд-Хол сама вчила свою перекладачку психології та основ догляду за пацієнтами.
Шервуд-Хол познайомила Кім з Пак Юсаном (кор. 박유산), що працював з її чоловіком, і 24 травня 1893 року Кім Чомдон поєдналася з ним шлюбом на першій в Кореї західній весільній церемонії. Після весілля вона взяла ім'я Естер Пак, додавши до імені, під яким була хрещена, прізвище чоловіка. У 1894 році Шервуд-Хол повернулася в Нью-Йорк, взявши з собою Естер і Юсана.
Естер Пак закінчила річну школу в Нью-Йорку, де вивчала латинську мову, фізику і математику, а потім вступила в Балтиморський жіночий медичний коледж (англ. Women's Medical College of Baltimore). У 1900 році Пак на відмінно склала всі іспити і стала лікарем. Її чоловік підтримував прагнення Пак зробити своєю професією медицину, однак він помер у Нью-Йорку від туберкульозу, не доживши півроку до її випускного. У США він працював на фермі, заробляючи дружині на освіту.
Після отримання ступеня Пак повернулася в Корею і влаштувалася в першу в країні жіночу лікарню «Погу-егван» (кор. 보구여관, 保救女館보구여관, 保救女館), яка була розташована в Сеулі біля воріт Тондемун. За 10 місяців роботи там лікар Пак допомогла більш ніж 3000 пацієнтам, після чого в 1901 році переїхала в Пхеньян, де Шервуд-Хол у 1894 році відкрила нову лікарню. Пак багато подорожувала по Кореї, зокрема під час епідемії холери, допомагаючи хворим безкоштовно. Крім основної роботи вона також вела просвітницьку та викладацьку діяльність, навчивши перше покоління корейських жінок-лікарів. Пак читала публічні лекції, у яких підкреслювала важливість санпросвіти й освіти для жінок, а також просувала християнство.
13 квітня 1910 року Естер Пак померла від туберкульозу у віці 33 або 34 років.

## Нагороди
28 квітня 1909 року в палаці Кенхигун пройшли великі урочистостості, присвячені Естер Пак і двом іншим кореянкам, які стали першими в освіті: першої випускниці американського університету зі ступенем бакалавра літератури, Ха Ранса, і першої кореянки-випускниці японського вузу Юн Чанвон (кор. 윤정원, 尹貞媛윤정원, 尹貞媛); його відвідало близько 7800 чоловік. Король Коджон вручив Пак срібну медаль.
У 2006 році Корейська академія наук ввела Естер Пак у Корейському залі слави науки і техніки.
У 2008 році комітет випускниць університету Іхва заснував медаль імені Естер Пак, якою відзначає заслуги жінок, що закінчили університет і стали лікарками.